# 阿尔德亚西普雷斯特
阿尔德亚西普雷斯特，是西班牙卡斯蒂利亚-莱昂萨拉曼卡省的一个市镇。 总面积37平方公里，总人口173人（2001年），人口密度5人/平方公里。